# مطاردة إلكترونية

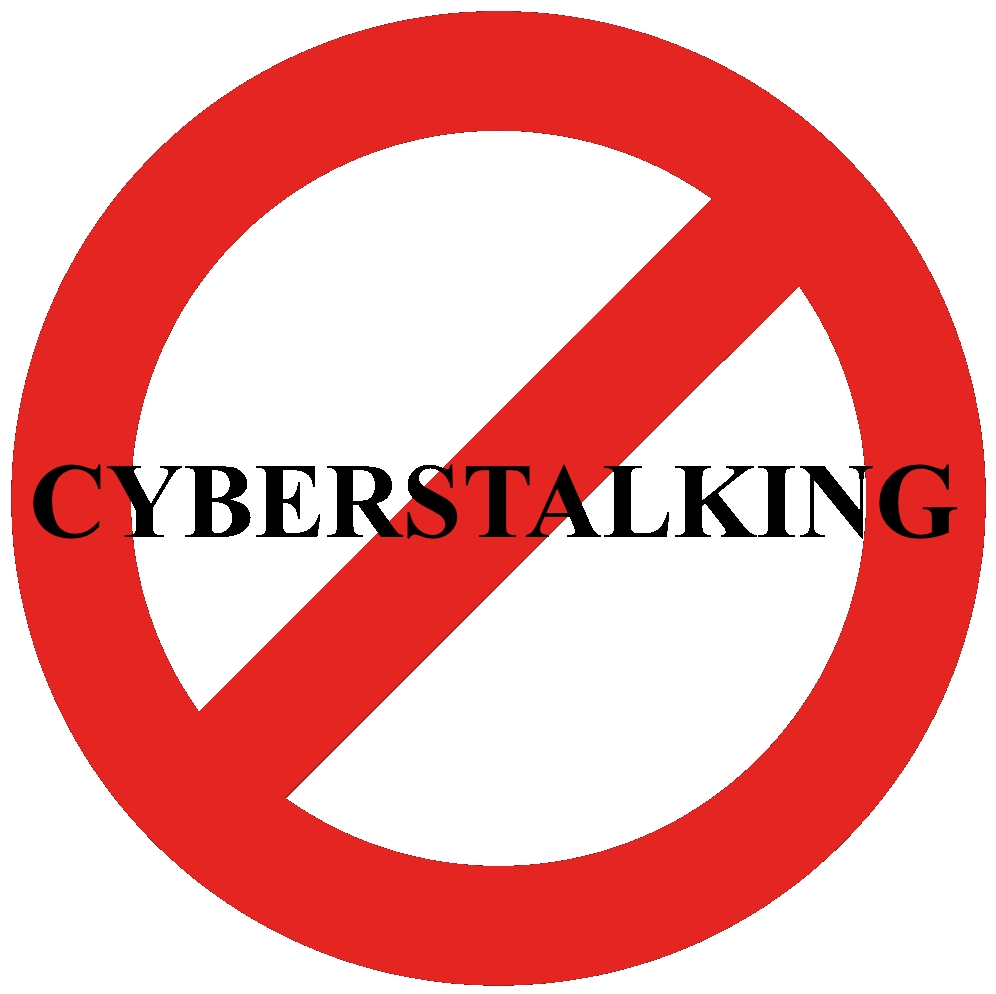

المطاردة عبر الإنترنت هي استخدام الإنترنت أو غيرها من الوسائل الإلكترونية لمطاردة أو مضايقة فرد أو مجموعة أو مؤسسة. قد تشمل الاتهامات الكاذبة والتشهير والقذف. قد تشمل أيضًا المراقبة أو سرقة الهوية أو التهديدات أو التخريب أو التماس الجنس أو جمع المعلومات التي يمكن استخدامها للتهديد أو الإحراج أو المضايقة.
غالبًا ما يكون مصحوبًا بملاحقة واقعية أو غير متصلة. وفي العديد من الولايات القضائية، مثل كاليفورنيا، تشكل كل منهما جريمة جنائية. فكل منهما تحركه الرغبة في السيطرة على الضحية أو ترهيبها أو التأثير فيها. قد يكون الشخص السارد غريبًا على الإنترنت أو شخصًا يعلمه الهدف. وقد يكون هؤلاء الأشخاص مجهولي الهوية ويتحدون إلى مشاركة أشخاص آخرين على الإنترنت لا يعرفون حتى الهدف.
يعتبر الملاحقة الإلكترونية جريمة جنائية بموجب قوانين الدولة المختلفة لمكافحة الملاحقة والقذف والتحرش. يمكن أن تؤدي الإدانة إلى أمر تقييدي أو إجراء امتحان أو عقوبات جنائية ضد المعتدي، بما في ذلك السجن.

## التعريفات والوصف
وقد بذل الخبراء والمشرعون عددا من المحاولات لتحديد الملاحقة الإلكترونية. ومن المفهوم عموما أن استخدام الإنترنت أو غيرها من الوسائل الإلكترونية لملاحقة أو مضايقة فرد أو مجموعة أو منظمة. وهو شكل من أشكال التنمّر الإلكتروني؛ وغالبًا ما تُستخدم المصطلحات بالتبادل في الوسائط. ويمكن أن يشمل كلاهما اتهامات كاذبة، وتشويه السمعة، والتشهير، والتشهير. قد يتضمن أيضًا نظام المراقبة، أو سرقة الهوية، أو التهديدات، أو التخريب، أو طلب الجنس، أو جمع المعلومات التي قد تُستخدم للتهديد أو التحرش. غالبًا ما يكون مصحوبًا بملاحقة فورية أو غير متصلة. ويمكن أن يكون كلا الشكلين من أشكال الملاحقة جنائيا.
إن الملاحقة هي عملية مستمرة، تتألف من سلسلة من الإجراءات، قد يكون كل منها قانونيا في حد ذاته. يعرّف أستاذ أخلاقيات التكنولوجيا لامبير روياكرز الملاحقة الإلكترونية على أنها يرتكبها شخص ما من دون علاقة حالية بالضحية. حول التأثيرات المسيئة للملاحقة الإلكترونية، يكتب:
الملاحقة هي شكل من أشكال الاعتداء العقلي، الذي يقوم فيه مرتكب الجريمة مرارا وتكرارا وبشكل غير متعمد، ويدخل في عالم حياة الضحية، الذي لم يعد له علاقة به (أو لم يعد له)، مع دوافع يمكن تتبعها بشكل مباشر أو غير مباشر إلى المجال العاطفي. فضلاً عن ذلك فإن الأفعال المنفصلة التي تشكل التطفل لا يمكن أن تؤدي في حد ذاتها إلى إساءة المعاملة العقلية، بل إنها مجتمعة (التأثير التراكمي).تمييز الملاحقة الإلكترونية عن الأعمال الأخرى
من المهم التمييز بين الصيد الإلكتروني وملاحقة الإنترنت. وقد أظهرت البحوث أن الإجراءات التي يمكن أن تعتبر غير ضارة كإجراء لمرة واحدة يمكن اعتبارها تصيد، في حين أنه إذا كانت جزءا من حملة مستمرة، فإنه يمكن اعتبارها من الملاحقة.
|   | الدافع       | الوضع             | الجذب            | الوصف                                                                  |
| - | ------------ | ----------------- | ---------------- | ---------------------------------------------------------------------- |
| 1 | وقت البدء    | المزح الإلكتروني  | الصيد الإلكتروني | في اللحظة وندم بسرعة.                                                  |
| 2 | التكتيك      | الخداع الإلكتروني | الصيد الإلكتروني | في الوقت الحالي ولكن لا تندم وتستمر                                    |
| 3 | الاستراتيجية | التنمّر الإلكتروني | مطاردة إلكترونية | ابتعد عن التسبب في مشاكل، ولكن بدون حملة طويلة الأجل مستدامة ومخطط لها |
| 4 | الهيمنة      | سنفرة إلكترونية   | مطاردة إلكترونية | يخرج عن طريق إنشاء وسائط غنية لاستهداف فرد واحد أو أكثر                |

المؤلف ألكسيس مور يفصل الملاحقة الإلكترونية عن سرقة الهوية، التي تكون ذات دوافع مالية. وتعريفها، الذي استخدمته جمهورية الفلبين أيضا في وصفها القانوني، هو كما يلي:
إن المطاردة الإلكترونية هي «هجوم» قائم على التكنولوجيا على شخص واحد تم استهدافه خصيصا لهذا الهجوم لأسباب تتعلق بالغضب أو الانتقام أو السيطرة. يمكن أن يتخذ أشكالاً متعددة، بما في ذلك:
1. مضايقة الضحية وحرجها وإذلهاها.
2. تفريغ الحسابات المصرفية أو غيرها من الضوابط الاقتصادية مثل تخريب درجة ائتمان الضحية.
3. وتعزل الضحية عن أفراد الأسرة والأصدقاء وأصحاب العمل الذين يزعجهم المضايقة.
4. تكتيكات التخويف لغرس الخوف والمزيد.[13]

### التعريف والكشف
كتب بسيبيرأنجيلس حول كيفية تحديد الملاحقة الإلكترونية:
عند تحديد الملاحقة الإلكترونية «في الميدان»، وخاصة عند النظر في ما إذا كان يجب إبلاغ أي نوع من السلطات القانونية بها، يمكن اعتبار الميزات أو مجموعة الميزات التالية من السمات التي تميز حالة الملاحقة الحقيقية: سوء السلوك، التأمل المسبق، التكرار، الاستغاثة، الهوس، الثأر، عدم وجود غرض مشروع، توجيه شخصي، تجاهل التحذيرات بالتوقف والمضايقات والتهديدات.
تم تحديد عدد من العوامل الأساسية في الملاحقة الإلكترونية:
- الاتهامات الكاذبة: يحاول الكثير من متابقي الإنترنت الإضرار بسمعة الضحية وتحويل أشخاص آخرين ضدها. وهي تنشر معلومات خاطئة عنها على مواقع ويب. وقد يقومون بإعداد مواقع الويب أو المدونات أو صفحات المستخدمين الخاصة بهم لهذا الغرض. وهم يقومون بنشر مزاعم عن الضحية لمجموعات الأخبار أو غرف المحادثة أو مواقع أخرى تسمح بمساهمات عامة مثل ويكيبيديا أو أمازون دوت كوم.[15]
- محاولات لجمع معلومات حول الضحية: قد يقترب متسلطو الإنترنت من أصدقاء ضحيتهم وأفراد أسرهم وزملاء العمل للحصول على معلومات شخصية. يمكنهم الإعلان عن معلومات على الإنترنت، أو استئجار محقق خاص.[16]
- مراقبة أنشطة مستهدفهم على الإنترنت ومحاولة تتبع عنوان IP الخاص بهم في محاولة لجمع المزيد من المعلومات حول ضحاياهم.[17]
- تشجيع الآخرين على مضايقة الضحية: يحاول العديد من متابقي الإنترنت إشراك أطراف ثالثة في المضايقات. وقد يدعون أن الضحية قد أضر بمشاكرها أو عائلته بطريقة ما، أو قد تنشر اسم الضحية ورقم هاتفها لتشجيع الآخرين على الانضمام إلى المطاردة.
- الإيذاء الكاذب: سيزعم السارد الإلكتروني أن الضحية يضايقه. ويكتب بوج بأن هذه الظاهرة قد لوحظت في عدد من الحالات المعروفة.[18]
- الهجمات على البيانات والمعدات: قد يحاولون إلحاق الضرر بكمبيوتر الضحية عن طريق إرسال فيروسات.
- طلب السلع والخدمات: يطلب هؤلاء المنتجات أو يشتركوا في المجلات باسم الضحية. وكثيرا ما تنطوي هذه على الاشتراك في إنتاج المواد الإباحية أو طلب ألعاب جنسية ثم تسليمها إلى مكان عمل الضحية.
- الترتيب للاجتماع: يواجه الشباب خطرًا عاليًا بشكل خاص من محاولة متابقي الإنترنت إعداد اجتماعات بينهم.[19]
- نشر بيانات تشهيرية أو مهينة: استخدام صفحات على الشبكة العالمية ولوحات الرسائل للتحريض على رد فعل أو رد فعل من الضحية.[20]

## الانتشار والتأثير
وفقًا لتقنية فرض القانون، ازداد الملاحقة الإلكترونية بشكل كبير مع نمو التكنولوجيا الجديدة والطرق الجديدة لملاحقات الضحايا. «يفرض الموظفون الساخطون على رؤسائهم نشر رسائل صريحة على مواقع الشبكات الاجتماعية؛ ويستخدم الزوجان نظام تحديد المواقع العالمي (GPS) لتتبع كل حركة لزملائهم. وحتى أفراد الشرطة والمدعين العامين يجدون أنفسهم في خطر، حيث يجد أفراد العصابات والمجرمون المنظمون الآخرون المكان الذي يعيشون فيه، وكثيراً ما يكون ذلك لتخويفهم وإبعادهم عن القضية».
في يناير/كانون الثاني 2009، أصدر مكتب إحصاءات العدل في الولايات المتحدة الدراسة «ستتالام الضحية في الولايات المتحدة»، التي رعاها مكتب العنف ضد المرأة. وقد أظهر التقرير، الذي يستند إلى بيانات إضافية من المسح الوطني لإيذاء الضحايا، أن واحداً من كل أربعة ضحايا من الضحايا الذين يطاردون ضحايا الإنترنت قد تعرض أيضاً للملاحقة عبر الإنترنت، مع استخدام الجناة للخدمات القائمة على الإنترنت مثل البريد الإلكتروني، أو المراسلة الفورية، أو نظام تحديد المواقع العالمي، أو برامج التجسس. وذكر التقرير النهائي أن قرابة 1.2 مليون ضحية من بينهم متابرون يستخدمون التكنولوجيا للعثور عليهم. وقد أصدرت الشبكة الوطنية للاغتصاب وإساءة المعاملة وسفاح المحارم في واشنطن العاصمة إحصاءات تفيد بأن هناك 3.4 ملايين من الضحايا الذين يلاحقوا في الولايات المتحدة كل عام. ومن بين هؤلاء، أفاد واحد من كل أربعة بأنه يواجه الملاحقة الإلكترونية.
وفقا لروبن م. كوالسكي، عالم نفسي اجتماعي في جامعة كليمسون، فقد ثبت أن البلطجة الإلكترونية تسبب مستويات أعلى من القلق والاكتئاب للضحايا من البلطجة العادية. يوضح كواكاس أن الكثير من هذا ينبع من عدم الكشف عن هويته لمرتكبي هذه الجرائم، والتي تعد سمة شائعة للمطاردة الإلكترونية أيضًا. وفقًا لدراسة أجرتها كوالسكي، من بين 3700 طالب من طلاب المدارس المتوسطة، تعرض ربعهم إلى شكل من أشكال التحرش عبر الإنترنت.

## الأنماط

### الملاحقة من قبل غرباء
وفقًا لجوي راشينج، المحامي العام لمقاطعة فرانكلين، ألاباما، لا يوجد تعريف وحيد للمطارد الإلكتروني - يمكن أن يكونوا غرباءً على الضحية أو لديهم علاقة سابقة / حالية. «يأتي الباحثون عن الإنترنت في جميع الأشكال والأحجام والأعمار والخلفيات. يقومون بدوريات على مواقع الويب بحثًا عن فرصة للاستفادة من الأشخاص.»

### الملاحقة القائمة على نوع الجنس
والمضايقة والمطاردة بسبب نوع الجنس على شبكة الإنترنت أمر شائع، ويمكن أن تشمل تهديدات الاغتصاب وغيرها من تهديدات العنف، فضلا عن نشر المعلومات الشخصية للضحية. وهي مسؤولة عن الحد من أنشطة الضحايا على الإنترنت أو قيادتها خارج الإنترنت بشكل كامل، وبالتالي إعاقة مشاركتها في الحياة على الإنترنت وتقويض استقلاليتها وكرامتها وهويتها وفرصها.

### من الشركاء الحميمين
إن الملاحقة الإلكترونية للشركاء الحميمين هي التحرش عبر الإنترنت بشريك رومانسي حالي أو سابق. وهو شكل من أشكال العنف العائلي، ويقول الخبراء إن هدفه هو السيطرة على الضحية من أجل تشجيع العزلة الاجتماعية وخلق نوع من التبعية. وقد يرسل المتحرشون رسائل بريد إلكتروني مهينة أو تهديدية متكررة إلى ضحاياهم، أو يراقبون أو يعطلون استخدام بريدهم الإلكتروني، ويستخدمون حساب الضحية لإرسال رسائل بريد إلكتروني إلى آخرين يتظاهرون بأنهم الضحية أو لشراء سلع أو خدمات لا يريدها الضحية. كما يمكنهم استخدام الإنترنت للبحث عن معلومات شخصية عن الضحية وجمع تلك المعلومات لاستخدامها لمضايقته.

### من المشاهير والشخصيات العامة
إن التنميط في المتابعين يظهر أنهم يلاحمون دوماً شخصاً يعرفونه، أو يتصورون عن طريق الوهم أنهم يعرفونه، كما هي الحال مع متابعين من المشاهير أو عامة الناس حيث يشعر المتابعون بأنهم يعرفون المشاهير رغم أن المشاهير لا يعرفونهم. كجزء من الخطر الذي يتهدّونه في أن يكونوا في عين الجمهور، غالبًا ما يكون المشاهير والشخصيات العامة مستهدفين بالأكاذيب أو القصص المتشكّل في الصحف الصفراء، وكذلك من قبل المخاطبين، بعضهم يبدو وكأنه معجبين.
في إحدى الحالات التي تمت ملاحظتها في عام 2011، غادرت الممثلة باتريشيا أركيت فيس بوك بعد الملاحقة الإلكترونية المزعومة. في آخر مشاركة لها، أوضحت شركة أركيت أن أمانها قد حذر أصدقاءها على فيس بوك من عدم قبول طلبات الصداقة من أشخاص لا يعرفونها بالفعل. وأكد اركيت أن مجرد كون الناس معجبين لا يعني أنهم آمنين. أصدرت وسائل الإعلام تصريحًا بأن شركة آركيت خططت للتواصل مع المعجبين حصريًا من خلال حسابها على تويتر في المستقبل.

### من قبل الغوغاء على الإنترنت
مكنت تقنيات الويب 2.0 مجموعات الإنترنت من الأشخاص المجهولين من التنظيم الذاتي لاستهداف الأفراد الذين يعانون من التشهير عبر الإنترنت والتهديدات بالعنف والهجمات القائمة على التكنولوجيا. ويشمل ذلك نشر الأكاذيب والصور الفوتوغرافية المزعومة، والتهديدات بالاغتصاب وغيره من أشكال العنف، ونشر معلومات شخصية حساسة عن الضحايا، وإرسال بيانات ضارة عن الضحايا إلى أصحاب عملهم عبر البريد الإلكتروني، والتعامل مع محركات البحث لجعل المواد الضارة عن الضحية أكثر بروزًا. كثيرا ما يستجيب الضحايا من خلال تبني أسماء مستعارة أو عدم الاتصال بالإنترنت بالكامل.
ويعزو الخبراء الطبيعة المدمرة لعصابات الإنترنت المجهولة إلى ديناميكيات المجموعة، قائلين إن المجموعات ذات وجهات النظر المتجانسة تميل إلى اكتساب المزيد من التطرف. ومع تعزيز الأعضاء لمعتقدات بعضهم البعض، فإنهم يفشلون في أن يروا أنفسهم كأفراد ويفقدون شعورا بالمسؤولية الشخصية عن أفعالهم المدمرة. وهم بذلك ينزع الصفة الإنسانية عن ضحاياهم، ويصبحون أكثر عدوانية عندما يعتقدون أنهم مدعومون من شخصيات السلطة. وفي بعض الأحيان يتم تحميل موفري خدمة الإنترنت ومالكي المواقع المسؤولية عن عدم التحدث ضد هذا النوع من المضايقات.
ومن الأمثلة البارزة على مضايقة الغوغاء عبر الإنترنت تجربة مطور البرامج والمدونة الأمريكية كاثي سييرا. في عام 2007 هاجمت مجموعة من الأفراد المجهولين سييرا، وهددوها بالاغتصاب والخنق، ونشر عنوان منزلها ورقم الضمان الاجتماعي، ونشر صور ملطفة لها. خائف، ألغت سييرا مشاركاتها في الكلام وأغلقت مدونتها، وكتابات «لن أشعر بنفس الشيء أبدًا. ولن أكون كذلك ابدا».

### الملاحقة الإلكترونية للشركات
إن الملاحقة الإلكترونية للشركة هي عندما تقوم شركة بمضايق فرد عبر الإنترنت، أو يقوم فرد أو مجموعة من الأفراد بمضايقة مؤسسة ما. إن الدوافع وراء الملاحقة الإلكترونية للشركة هي دوافع إيديولوجية، أو تتضمن الرغبة في تحقيق مكاسب مالية أو الانتقام.

## الجُناة

### الدوافع والنمط
وقد حدد التحليل الذهني للمجرمين الرقميين العوامل النفسية والاجتماعية التي تحفز المتابعين على أنها: الحسد؛ والهوس المرضي (المهني أو الجنسي)؛ والبطالة أو الفشل في وظيفة أو حياة خاصة؛ والنية في تخويف الآخرين وإشعورهم بالرهبة؛ والملاحقة مخادِلة وتعتقد أنها «تعرف» الهدف؛ يريد الرافض غرس الخوف في شخص ما لتبرير وضعه؛ والاعتقاد بأنه يمكنه التخلص منه (إخفاء الهوية)؛ والتخويف للميزة المالية أو المنافسة التجارية؛ والانتقام من الرفض المتصور أو المتخيل.

#### أربعة أنواع من الملاحقة الإلكترونية
حدد العمل الأولي الذي قامت به ليروي ماكفارلين وبول بايج أربعة أنواع من المتابعين الإلكترونيين: المتابعون المؤددون الإلكترونيون المدفون الذين لاحظوا شراسة هجماتهم؛ المتدافع الإلكتروني المكون الذي يتمثل دافعهم في التعكير؛ المتدافع الإلكتروني الحميم الذي يحاول تكوين علاقة مع الضحية ولكنه يقوم بفعلها إذا تم رفض؛ والمتتبعون الإلكترونيون الجماعيون، والمجموعات التي لديها دافع. ووفقا لما ذكره أنطونيو تشاكون مدينا، مؤلف كتاب «وجه جديد للإنترنت: المضايقة»، وهو ما يتميز به هذا الوجه العام من برودة، مع قليل من الاحترام أو بلا احترام للآخرين. فالراعي هو مفترس يمكنه الانتظار بصبر حتى يظهر الضحايا المستضعفين، مثل النساء أو الأطفال، أو قد يستمتع بملاحقة شخص معين، سواء كان على دراية شخصية بهم أو غير معروف. ويتمتع هاسر بالنفوذ ويبرهن على قوته لملاحقة الضحية والاضرار النفسية بها .

### السلوكيات
يجد المُطارد الإكتروني ضحاياه باستخدام محركات البحث والمنتديات عبر الإنترنت ولوحات النشر والمناقشات وغرف الدردشة، ومؤخراً، من خلال مواقع التواصل الاجتماعي، مثل ماي سبيس، فيسبوك، بميديافريندستر، تويتر، انديميديا، وهو منفذ إعلامي معروف بالذات -نشر. قد ينخرطون في مضايقة الدردشة الحية أو المشتعلة أو قد يرسلون فيروسات إلكترونية ورسائل بريد إلكتروني غير مطلوبة. قد يقوم مُطاردي الإنترنت بالبحث عن أفراد لإطعام هواجمهم وفضولهم. وعلى العكس من ذلك، قد تصبح أعمال متابقي الفضاء الإلكتروني أكثر حدة، مثل المراسلة الفورية المتكررة لأهدافهم. وبشكل أكثر شيوعًا، سينشر هؤلاء بيانات تشهيرية أو مهينة حول هدفهم السارعي على صفحات الويب ولوحات الرسائل وفي كتب الضيوف المصممة للحصول على رد فعل أو رد من الضحية، وبالتالي بدء الاتصال. وفي بعض الحالات، كان من المعروف أنهم يقومون بإنشاء مدونات زائفة باسم الضحية تحتوي على محتوى تشهيري أو إباحي.
وعندما يحاكم، حاول كثير من الملاحقين دون جدوى تبرير سلوكهم على أساس استخدامهم للمنتديات العامة، بدلا من الاتصال المباشر. وبمجرد الحصول على رد فعل من الضحية، سيحاولون عادة تعقب نشاط الضحية على الإنترنت أو متابعته. يتضمن السلوك الكلاسيكي عبر الإنترنت تتبع عنوان IP الخاص بالضحية في محاولة للتحقق من المنزل أو مكان العمل. تتطور بعض مواقف الملاحقة الإلكترونية إلى الملاحقة المادية، وقد يتعرض الضحية لمكالمات هاتفية مسيئة ومفرطة، أو تخريب، أو تهديد البريد أو الفاحش، أو التعدي، أو الاعتداء البدني. وعلاوة على ذلك، يستخدم العديد من المتابعين البدنيين الملاحقة الإلكترونية كطريقة أخرى للتحرش بضحاياهم.
كشفت دراسة أجريت عام 2007 بقيادة بيج بادجيت من مركز العلوم الصحية بجامعة تكساس أن هناك درجة مزيفة من الأمان تتحملها نساء يبحثن عن الحب على الإنترنت.

## قانون الملاحقة الإلكترونية
يختلف التشريع المتعلق بالملاحقة الإلكترونية من بلد إلى آخر. يعد الملاحقة الإلكترونية والتحرش الإلكتروني ظاهرتين جديدتين نسبيًا، ولكن هذا لا يعني أن الجرائم المرتكبة من خلال الشبكة لا يعاقب عليها بموجب التشريع الذي تمت صياغته لهذا الغرض. وعلى الرغم من وجود قوانين تمنع الملاحقة أو المضايقة بمعناها العام في كثير من الأحيان، يعتقد المشرعون أحيانا أن هذه القوانين غير كافية أو لا تذهب إلى أبعد من ذلك، ومن ثم فإنهم يستعرضون تشريعا جديدا لمعالجة هذا القصور المتصور. والنقطة التي نتجاهلها هنا هي أن فرض هذه القوانين من الممكن أن يشكل تحدياً في هذه المجتمعات الافتراضية. والسبب في ذلك هو أن هذه المسائل فريدة للغاية بالنسبة لوكالات إنفاذ القانون التي لم تواجه قط قضايا تتعلق بالملاحقة الإلكترونية. في الولايات المتحدة، على سبيل المثال، كل ولاية تقريبًا لديها قوانين تعالج الملاحقة الإلكترونية أو الإساءة الإلكترونية أو كليهما.
في بلدان مثل الولايات المتحدة، في الممارسة العملية، لا يوجد فرق تشريعي كبير بين مفهومي "الإساءة الإلكترونية" و"الملاحقة الإلكترونية"." التمييز الأساسي هو أحد الأعمار؛ وإذا كان البالغون متورطين، فإن هذا الفعل يطلق عليه عادة "الملاحقة الإلكترونية"، بينما يشار إليه عادةً بين الأطفال باسم الإساءة الإلكترونية. ومع ذلك، فإن هذا التمييز هو أحد الدلالات اللفظية، والعديد من القوانين تتعامل مع الإساءة والملاحقة بقدر ما تتعامل مع القضية نفسها.

### أستراليا
وفي أستراليا، يتضمن قانون تعديل الملاحقة القضائية (1999) استخدام أي شكل من أشكال التكنولوجيا لمضايقة هدف ما باعتباره أشكالاً من «الملاحقة الجنائية».

### كندا
في عام 2012، كان هناك تحقيق كبير في وفاة أماندا تود، وهي طالبة كندية صغيرة كانت قد ابتزعت وتطارد على الإنترنت قبل أن تنتحر. وانتقدت الشرطة الملكية الكندية في وسائل الإعلام لعدم ذكر أحد من يشاكرها المزعوم كشخص له مصلحة.

### الفلبين
في المؤتمر الخامس عشر لجمهورية الفلبين، قدم السناتور ماني فيلار مشروع قانون للملاحقة الالكترونية. وكانت النتيجة "حث لجان مجلس الشيوخ المعنية بالعلم والتكنولوجيا والاعلام ووسائط الاعلام على إجراء تحقيق، في إطار التشريع، " بشأن تزايد حالات الملاحقة الإلكترونية وطريقة العمل المعتمدة في الإنترنت لإدامة الجرائم في نهاية المطاف، وذلك في ضوء وضع تشريعات وتدابير سياسية تهدف إلى الحد من الملاحقة الإلكترونية وغيرها من الجرائم الإلكترونية وحماية مستخدمي الإنترنت في البلاد".

### الولايات المتحدة الأمريكية

#### التاريخ والتشريع الحالي
إن الملاحقة الإلكترونية جريمة جنائية بموجب قوانين مكافحة الملاحقة والقذف والتحرش الأميركية.
يمكن أن تؤدي الإدانة إلى أمر تقييدي أو إجراء امتحان أو عقوبات جنائية ضد المعتدي، بما في ذلك السجن. تمت المعالجة بشكل خاص في القانون الفيدرالي الأمريكي الأخير. فعلى سبيل المثال، جعل قانون العنف ضد المرأة، الذي صدر في عام 2000، الملاحقة الإلكترونية جزءا من النظام الأساسي الاتحادي للملاحقة بين الولايات. يوجد القانون الفيدرالي الأمريكي الحالي لمكافحة ستالينج الإلكتروني في الفقرة 223 من المادة 47 من الدستور الأمريكي.
ومع ذلك، لا يزال هناك نقص في التشريعات الفيدرالية التي تتناول على وجه التحديد الملاحقة الإلكترونية، مما يترك غالبية التشريعات على مستوى الولايات. وهناك عدد قليل من الولايات التي لديها قوانين للملاحقة والمضايقة تجرم الاتصالات الإلكترونية المهددة وغير المرغوب فيها. وقد صدر أول قانون لمكافحة الملاحقة في كاليفورنيا في عام 1990، وفي حين أن الولايات الخمسين سرعان ما أقرت قوانين لمكافحة الملاحقة، فإن 14 منها فقط لديها قوانين تعالج على وجه التحديد «الملاحقة العالية التقنية» بحلول عام 2009. دخل أول قانون أميركي للملاحقة الإلكترونية حيز التنفيذ في عام 1999 في كاليفورنيا. وهناك دول أخرى لديها قوانين غير قوانين المضايقة أو مكافحة الملاحقة التي تحظر إساءة استخدام اتصالات الكمبيوتر والبريد الإلكتروني، بينما سنت دول أخرى قوانين تحتوي على لغة واسعة يمكن تفسيرها بحيث تشمل سلوكيات الملاحقة الإلكترونية، كما في قوانينها التحررية أو الملاحقة. يمكن أن تتراوح العقوبة بين 18 شهرًا في السجن وغرامة قدرها 10000 دولار مقابل رسوم من الدرجة الرابعة وعشر سنوات في السجن وغرامة قدرها 150 ألف دولار مقابل رسوم من الدرجة الثانية.

#### الولايات التي لديها تشريعات تتعلق بملاحقة الإنترنت
- أدرجت ألاباما وأريزونا وكونيتيكت وهاواي وإلينوي ونيو هامبشاير ونيويورك محظورات ضد مضايقة الاتصالات الإلكترونية أو الكمبيوتر أو البريد الإلكتروني في تشريعاتهم المتعلقة بالتحرش.
- أدرجت ألاسكا وفلوريدا وأوكلاهوما ووايومنج وكاليفورنيا بيانات تم إيصالها إلكترونيًا كسلوك يشكل مطاردة في قوانين مكافحة المطاردة.
- سنت تكساس قانون الملاحقة الإلكترونية ، 2001.
- قامت ميزوري بتنقيح قوانين المضايقات الحكومية لتشمل الملاحقة والمضايقة عن طريق الاتصالات الهاتفية والإلكترونية (وكذلك التسلط عبر الإنترنت) بعد قضية ميغان ماير الانتحارية في عام 2006. في إحدى الحالات القليلة التي تم فيها الحصول على إدانة عبر الإنترنت كانت المرأة الإلكترونية ، وهو أمر نادر للغاية أن المتسللين عبر الإنترنت من الذكور. ولكن تم إسقاط الإدانة في الاستئناف في عام 2009.
- في فلوريدا، تم تقديم HB 479 في عام 2003 لحظر الملاحقة الإلكترونية. تم التوقيع على هذا القانون في أكتوبر 2003.

#### السن، القيود القانونية
في حين أن بعض القوانين لا تتناول سوى المضايقات التي يتعرض لها الأطفال عبر الإنترنت، فهناك قوانين تحمي ضحايا الملاحقة الإلكترونية للبالغين. في حين أن بعض المواقع تتخصص في قوانين تحمي الضحايا الذين يبلغون من العمر 18 عامًا وما دون، فإن القوانين الفيدرالية وقوانين الولايات الأمريكية وقوانين الولايات الحالية والمعلقة المتعلقة بالتطفل الإلكتروني تقدم المساعدة لضحايا كل الأعمار.
وتتطلب معظم القوانين المطاردة أن يقوم مرتكب الجريمة بتهديد موثوق به بالعنف ضد الضحية؛ وتشمل قوانين أخرى التهديدات الموجهة ضد أسرة الضحية المباشرة؛ بينما تتطلب قوانين أخرى أن يشكل سلوك المتهم المسارد تهديدا ضمنيا. وفي حين أن بعض التصرفات التي تنطوي على سلوك مزعج أو خطير قد لا ترقى إلى حد الملاحقة غير القانونية، فإن مثل هذا السلوك قد يكون مقدمة للملاحقة والعنف وينبغي التعامل معه بجدية.
وهوية الهوية على شبكة الإنترنت تعمل على طمس الخط بشأن انتهاك حقوق الضحايا الذين قد يتعرضون لها في تحديد هوية مرتكبيها. هناك جدل حول كيفية تتبع استخدام الإنترنت دون المساس بالحريات المدنية المحمية.

#### قضايا محددة
وهناك عدد من القضايا القانونية البارزة في الولايات المتحدة فيما يتعلق بالملاحقة الإلكترونية، التي كان الكثير منها يتعلق بانتحار الطلاب الصغار. في آلاف الحالات الأخرى، لم يتم توجيه أي تهم تتعلق بالمضايقة الإلكترونية أو لم تنجح في الحصول على أحكام بالإدانة. وكما هي الحال في كل الحالات القانونية، فإن الكثير يعتمد على التعاطف الشعبي مع الضحية، ونوعية التمثيل القانوني، وغير ذلك من العوامل التي قد تؤثر إلى حد كبير على نتيجة الجريمة ــ حتى ولو كانت الجريمة تُعَد جريمة
في حالة طالب يبلغ من العمر أربعة عشر عاماً في ميتشيجان، على سبيل المثال، ضغطت على الاتهامات الموجهة ضد مغتصبها المزعوم، الأمر الذي أدى إلى أن يكون مسعباً عبر الإنترنت ومذعباً عبر الإنترنت من قبل الطلاب الزملاء. وبعد انتحارتها في عام 2010، أسقطت جميع التهم ضد الرجل الذي ادعي أنه اغتصبها، على أساس أن الشاهد الوحيد قد مات. وهذا هو على الرغم من أنه كان من الممكن الضغط على تهم الاغتصاب القانونية.
في حالة أخرى من الملاحقة الإلكترونية، قام طالب الكلية دارون رافي بتصوير الاتصال الجنسي لمزميل غرفة السكن الخاص به مع رجل آخر، ثم نشره على الإنترنت. وبعد أن انتحر الضحية، أدين رافي بتهمة التخويف والغزو المتحيز للخصوصية في قضية نيوجيرسي ضد دارون رافي. وفي عام 2012، حُكم عليه بالسجن لمدة 30 يوماً، وأكثر من 11 ألف دولار في الرد وثلاث سنوات من الاختبار. واستبعد القاضي انه يعتقد بان رافي تصرف من «عدم حساسية هائلة وليس من الكراهية».

## أوروبا
- بولندا ــ في السادس من يونيو 2011، تم تجريم الملاحقة القضائية، بما في ذلك الملاحقة القضائية عبر الإنترنت.[56]
- أسبانيا ــ في أسبانيا، من الممكن تقديم معلومات عن الجريمة السيبرانية بطريقة مجهولة إلى أربع هيئات أمان: مجموعة جرائم الاتصالات المعلوماتية للحرس المدني[57] (اسبانيا) (بالاسبانية)، لواء البحوث التكنولوجية[58] التابع لفرقة الشرطة الوطنية في إسبانيا موسوس داسكادرا في كاتالونيا إرتزانتازا في إيوسكادي. ومن الممكن أيضا تقديم معلومات إلى منظمة غير حكومية.[59][60]
- المملكة المتحدة ــ في المملكة المتحدة، يتضمن قانون الحماية من المضايقات لعام 1997 جريمة الملاحقة التي تغطي الملاحقة السيبرانية، والتي أدخلت إلى القانون من خلال قانون حماية الحريات لعام 2012.